# Pantopipetta
Genre
Synonymes
- Pipetta Loman, 1908 nec Haeckel 1887

Pantopipetta est un genre de pycnogonides de la famille des Austrodecidae.

## Liste des espèces
Selon PycnoBase :
- Pantopipetta angusta Stock, 1981
- Pantopipetta armata Arnaud & Child, 1988
- Pantopipetta armoricana Stock, 1978
- Pantopipetta australis (Hodgson, 1914)
- Pantopipetta auxiliata Stock, 1968
- Pantopipetta bilobata Arnaud & Child, 1988
- Pantopipetta brevipilata Turpaeva, 1990
- Pantopipetta buccina Child, 1994
- Pantopipetta capensis (Barnard, 1946)
- Pantopipetta clavata Stock, 1994
- Pantopipetta gracilis Turpaeva, 1993
- Pantopipetta lata Stock, 1981
- Pantopipetta longituberculata (Turpaeva, 1955)
- Pantopipetta oculata Stock, 1968
- Pantopipetta weberi (Loman, 1904)

## Référence
- Stock, 1963 : South African deep-sea Pycnogonida, with descriptions of new species. Annals of the South African Museum, vol. 46, n. 12, p. 321-340.
- Loman, 1908 : Pipetta weberi, n. g. et n. sp., with notes about the proboscis of the Pycnogonida. Tijdschrift der Nederlandsche Dierkundige Vereeniging, vol. 2, n. 8, p. 259-266.